# Etiqueta (Internet)

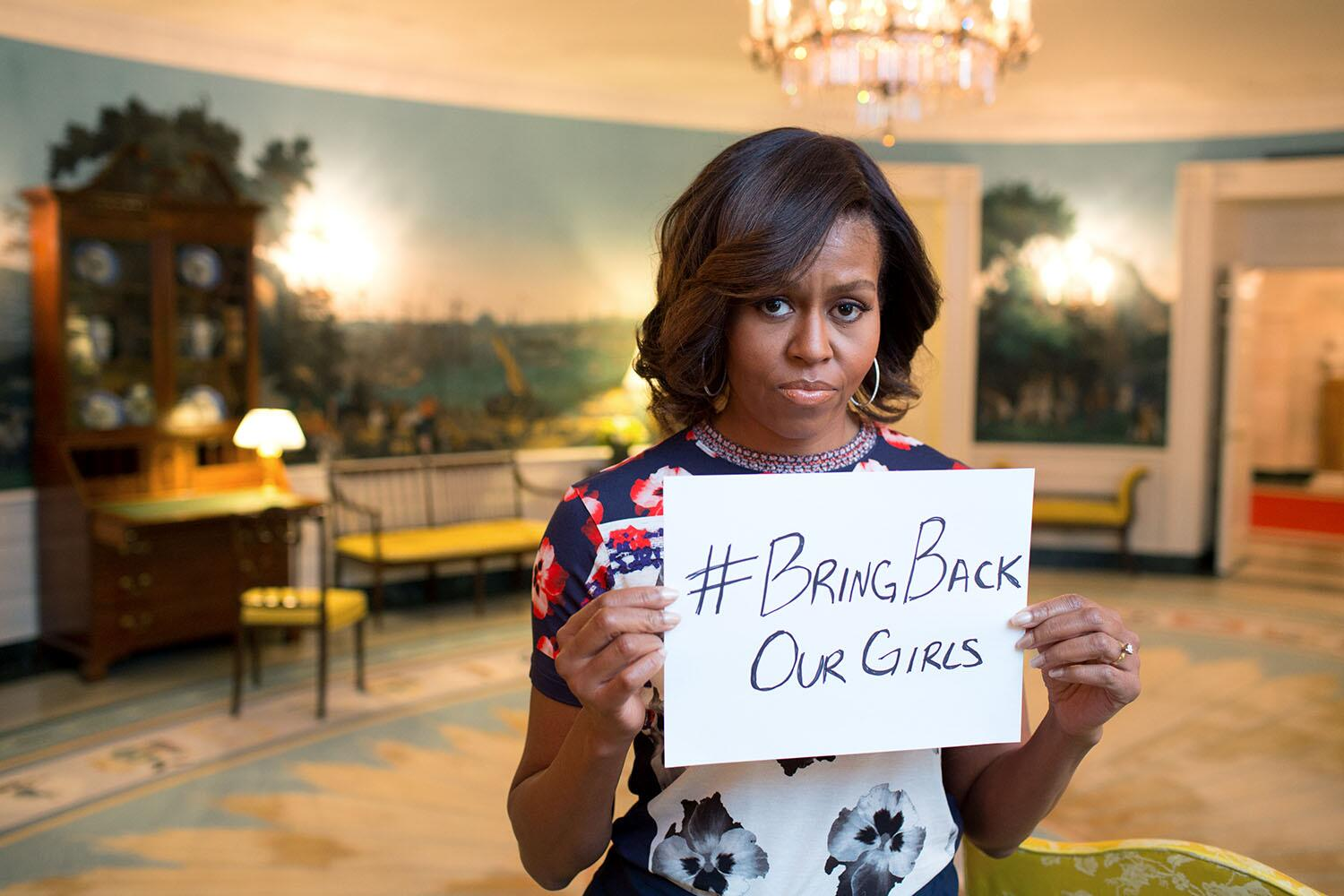
Michelle Obama, primera dama dels EUA, amb el hashtag "#BringBackOurGirls". Fotografia publicada el 7 de maig al seu compte twitter per protestar contra el segrest d'escolars a Chibok, en relació amb els episodis d'insurrecció islàmica a Nigèria.

Una etiqueta (en anglès hashtag, "hash", coixinet, i "tag", etiqueta) és una cadena de caràcters formada per una o diverses paraules concatenades i precedides per un coixinet (#). És, per tant, una etiqueta de metadades precedida d'un caràcter especial per tal que tant el sistema com l'usuari l'identifiquin de forma ràpida. S'utilitza en serveis web com ara Twitter, Instagram, identi.ca o en missatgeria basada en protocols IRC per assenyalar un tema sobre el qual gira certa conversa.

## Origen
L'ús del coixinet com a forma d'etiquetar la informació ja existia en serveis com els canals IRC o Jaiku, però el seu ús tenia poc a veure amb el que se li dona avui dia en serveis com Twitter, que és on l'etiqueta ha pres la definició i l'ús propis que tenen actualment. No obstant això, ja existia cert consens sobre el seu ús, així que quan Chris Messina, treballador de Google, va decidir el 2007 implementar una forma de relacionar directament els missatges dels usuaris de Twitter va triar usar aquest caràcter.
El primer ús per part del públic s'atribueix a un resident de San Diego (Califòrnia), Nate Ritter, que va incloure #sandiegofire en els seus missatges sobre els Incendis forestals a Califòrnia d'octubre de 2007. Així, l'ús de l'etiqueta a Twitter es va fer freqüent a tot el món, com en les protestes electorals a l'Iran de 2009. Des de l'1 de juliol de 2009 Twitter afegeix un hipervincle automàticament a totes les etiquetes amb la recerca d'aquests en el sistema. El seu ús es va accentuar el 2010 amb la introducció dels trending topics a la seva pàgina principal.

## Ús i funcionament
Una etiqueta representa un tema. No obstant això, depenent del servei web, les etiquetes indiquen coses diferents. En els serveis de microblogging, en què diversos usuaris publiquen missatges mitjançant tècniques de difusió, una etiqueta indica un mateix tema sobre el qual qualsevol usuari pot fer una aportació o opinió personal amb només escriure aquesta etiqueta en el missatge. Per exemple: S'ha acabat el cap de setmana i torno a anar atabalada. #OdioElsDilluns
Posteriorment, un usuari podrà cercar la cadena #OdioElsDilluns, i aquest missatge estarà present en els resultats de la recerca juntament amb altres missatges amb la mateixa etiqueta. L'ús massiu d'una mateixa etiqueta determina un tema del moment.
En altres serveis com els basats en IRC, una etiqueta dona el nom a la sala, tractant-se així d'un mitjà d'indicar el tema de conversa. No obstant això, la diferència és que en aquests protocols no s'usa de forma generalitzada la difusió, sinó que mitjançant multidifusió els usuaris només reben els missatges que comparteixen aquesta mateixa etiqueta, donant lloc al que es coneix com a sala d'un xat.
Les etiquetes no distingeixen entre majúscules i minúscules, però sovint s'empra l'anomenat CamelCase (o ús de majúscules en una posició diferent de la inicial) per millorar la llegibilitat.
Encara que les etiquetes són coneguts gràcies a Twitter, existien molt abans de la seva creació i posteriorment també s'han incorporat a altres serveis web tot i no estar orientats a l'enviament de missatges curts. Per exemple, YouTube, Google+, Taringa!, Menéame, entre d'altres.
En 2012, la convenció social #ThrowbackThursday, abreviada com a #TBT (o #tbt), es va popularitzar. Aquesta consisteix en publicar contingut audiovisual (fotografies o vídeos) d'originalment, almenys un any d'antiguitat. No obstant això, donada la popularitat i visibilitat que pot arribar a aconseguir, actualment el seu ús s'ha reduït a un simple mètode per obtenir més visites.
A Twitter, alguns hashtags relacionats amb esdeveniments importants o personatges públics (actes esportius com els Jocs Olímpics, estrenes de pel·lícules, àlbums d’artistes famosos, entregues de premis com els Òscars, entre d'altres) contenen una petita il·lustració personalitzada o una emoticona. Així mateix, reben el nom de ‘hashflags', ja que al principi només es mostraven banderes. Un exemple es troba a l’any 2016 amb l'estrena de la pel·lícula “Batman V Superman”, el hashtag de la qual incorporava l'emoji d’un ratpenat. Encara que Twitter va començar a experimentar amb ells durant la Copa Mundial de Futbol de 2010, no va ser fins al 2018-2020 que el seu ús es va estendre.
Donat el seu caràcter enganxós i l’èmfasi que aporta als missatges, l’ús d’etiquetes no només està limitat a dispositius digitals, sinó que també s'ha traslladat al llenguatge oral, fins al punt que ha arribat a formar part del vocabulari de les generacions més joves. La paraula és utilitzada en la seva integritat per expressar missatges culturals amb major precisió. Exemples inclouen #YOLO (You Only Live Once, “només vius una vegada”) i #swag, paraula popularitzada durant els principis de la dècada de 2010.
Un altre exemple molt conegut és un sketch de comèdia realitzat el 2013 durant el programa d’entrevistes nocturn The Tonight Show de Jimmy Fallon, amb el cantant Justin Timberlake com a convidat. En aquest segment es van burlar de l’abús del hashtag com a paraula oral.
D’altra banda, també es pot expressar com a gest de mans, de manera que aquestes metadades que anomenem hashtags s'han establert com una tecnologia semiòtica.

### Fake news
Durant les eleccions presidencials dels EUA de 2016, WikiLeaks va filtrar e-mails personals dels polítics Hillary Clinton i John Podesta. El contingut interpretat com a pedòfil d’aquests va resultar en una sèrie de teories conspiratòries que es van estendre per xarxes socials com Twitter, 4chan i 8chan, principalment amb el hashtag #pizzagate, però també amb #SaveOurChildren i #StopChildAbuse.
Al llarg dels anys, aquestes etiquetes han adquirit un caràcter social, arribant a ser vehicle de difusió del missatge de moltes causes, com ara el moviment Me Too i Black Lives Matter. Aquest primer es va iniciar amb el tuit de l’actriu nord-americana Alyssa Milano, en el qual denunciava l'abús sexual patit per dones. Aquest segon va començar en 2014 arran de les morts de Michael Brown i Eric Garner, però l'estiu de 2020 va tornar a estendre’s el seu ús a causa de la violència policial patida per George Floyd.

## Etiquetes que van aparèixer amb l'atemptat a Barcelona
El 17 d'agost de 2017, a conseqüència de l'atemptat que va tenir lloc a la ciutat de Barcelona, van aparèixer un gran nombre d'etiquetes que pretenien esdevenir un missatge de suport per aquelles persones que havien viscut la situació.
No només persones de Barcelona van difondre aquest símbol de suport, sinó que persones de diversos llocs del món que havien seguit a través de les xarxes socials i els mitjans de comunicació els fets que havien tingut lloc a Barcelona, van decidir solidaritzar-se i mostrar el seu suport a les persones afectades.
Etiquetes com "#OrgullBarcelona" o "#TotsSomBarcelona" es van difondre amb gran rapidesa. Moltes persones van utilitzar aquestes etiquetes com a senyals d'agraïment pels serveis d'ajut prestats.
Altres etiquetes com "#Barcelona", "#Ramblas" o "#BedInBarcelona" van esdevenir unes eines molt útils per tal de demanar ajut i informació. Degut a la tràgica situació viscuda moltes persones no van poder accedir a les seves cases o hotels, amb etiquetes com les presentades anteriorment es va poder sol·licitar ajuda i moltes persones es van solidaritzar oferint aquesta ajuda.

## Llistat parcial d'etiquetes populars
- #XIsOverParty (X: nom de personatge públic)
- #BlackLivesMatter o #BLM
- #FakeNews
- #follow4follow
- #FollowFriday
- #like4like
- #MeToo
- #nofilter
- #NotMyPresident
- #photooftheday
- #selfie

- #SpainIsAFascistState

- #summer
- #tbt
- #YOLO